# Kunstmuseum Waldviertel

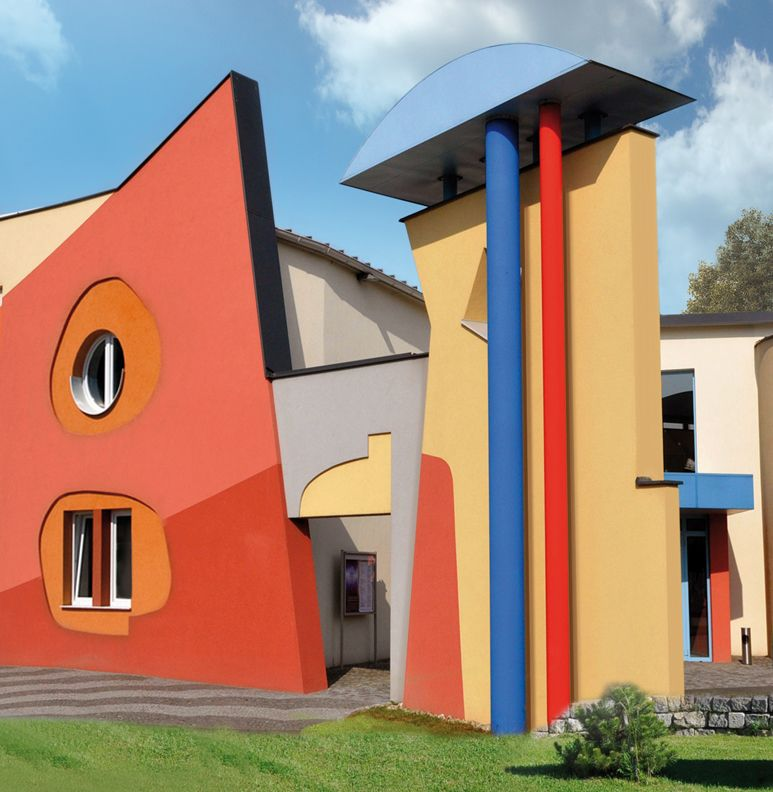
Eingang Kunstmuseum Waldviertel

Das Kunstmuseum Waldviertel befindet sich in Schrems (Niederösterreich). Erbaut und geplant wurde das Museum vom Ehepaar Makis E. Warlamis und Heide Warlamis.

## Museum
Auf einer Gesamtfläche von 12.000 m² befindet sich das Museum mit Galerie und Ateliers, sowie der „Park des Staunens“. Besonderer Wert wurde dabei auf die Verbindung von internationaler Museumsarchitektur mit der charakteristischen Waldviertler Natur- und Kulturlandschaft gelegt. Die Akademie für Kinder und Jugendliche bietet auch Kinder-Kreativ-Kurse, das jährliche Kinder-Kunst-Festival sowie altersgerechte Führungen und Workshops für Kindergärten und Schulen.

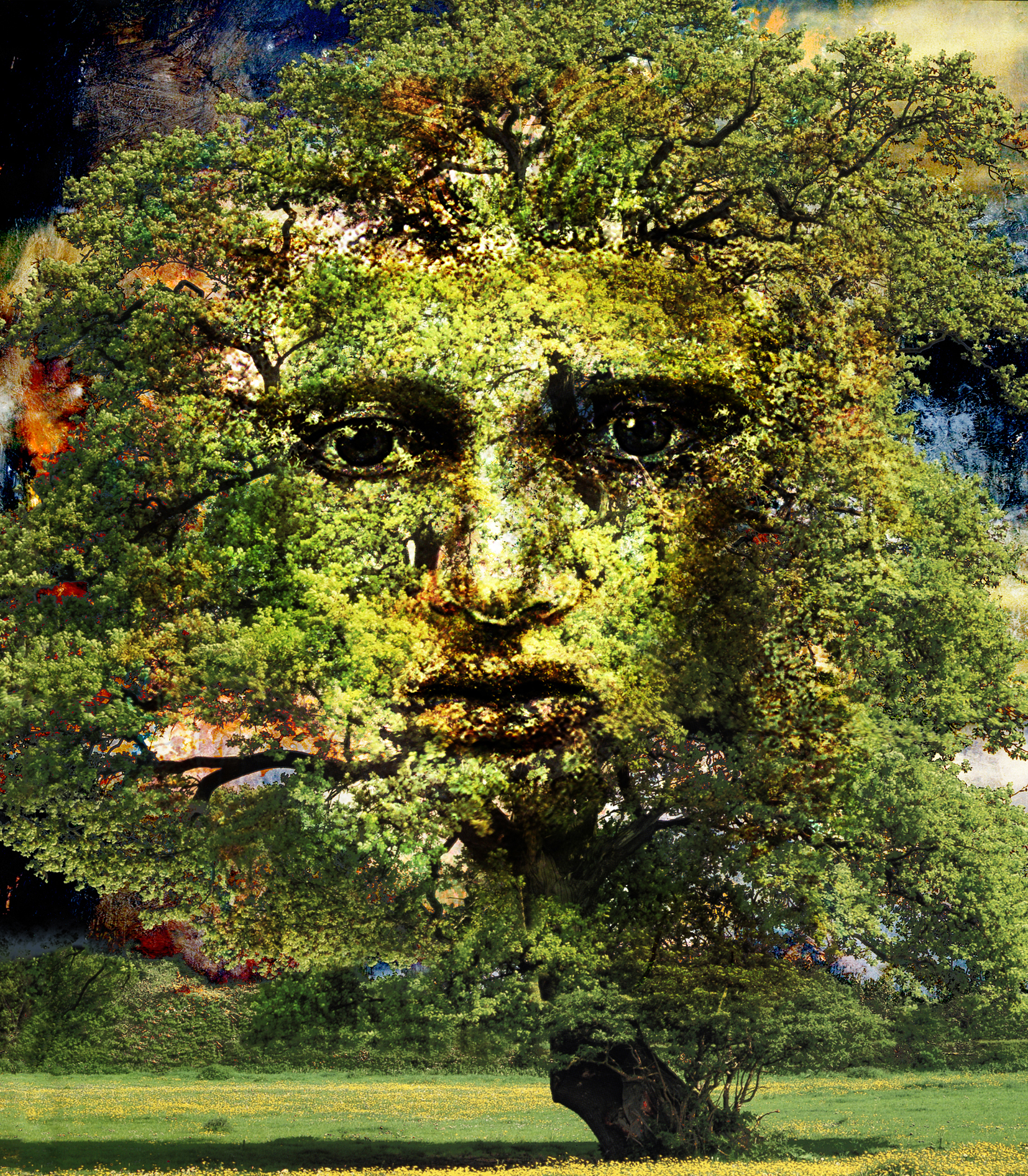
Wunderland Waldviertel. Ausstellung 2009

Das Museum wurde im Juni 2009 eröffnet. Es zeigt jährlich wechselnde Ausstellungen. Grundlage ist das Werk von Heide und Makis Warlamis, sowie die Sammlung von Skulpturen und Objekten österreichischer und internationaler, zeitgenössischer Künstler.
Dem Museum angeschlossen befindet sich das IDEA-Haus. Gezeigt wird hier Warlamis Design bestehend aus der Vienna Collection Porzellanserie, den Makis Kindermöbeln und der Teppich-Kollektion. Daneben beinhaltet das IDEA-Haus internationales Design, Möbel und Kunstobjekte.

## Ausstellungen
Die Themen der Jahresausstellungen stehen oftmals in enger Verbindung zur unmittelbaren Umgebung des Waldviertels und seiner Bewohner.
Die jeweiligen Inhalte werden für die Besucher durch ein Rahmenprogramm von Führungen, Workshops, Vorträgen, Festen oder Brotbacken erlebbar und erfassbar gemacht. 2009 hatte die Jahresausstellung den Titel Wunderland Waldviertel, 2010 Utopien und Visionen. Wunderland Waldviertel II, 2011 Christus.heute.Faszination.Christus.Erleben, 2012 Die Niederösterreicher, 2013 Lebenslust Tanken, 2014 Geheimnis Athos, 2015 Das unbekannte Universum, 2016 Traumhaus, 2017 Garten Eden. In Memoriam Makis Warlamis, 2018 WunderWALD, die Jubiläumsausstellung 2019 Glückliche Räume, 2020 Lebenszeichen, 2021 Analog und 2022 die Jubiläumsausstellung Warlamis Highlights. 

## Park des Staunens

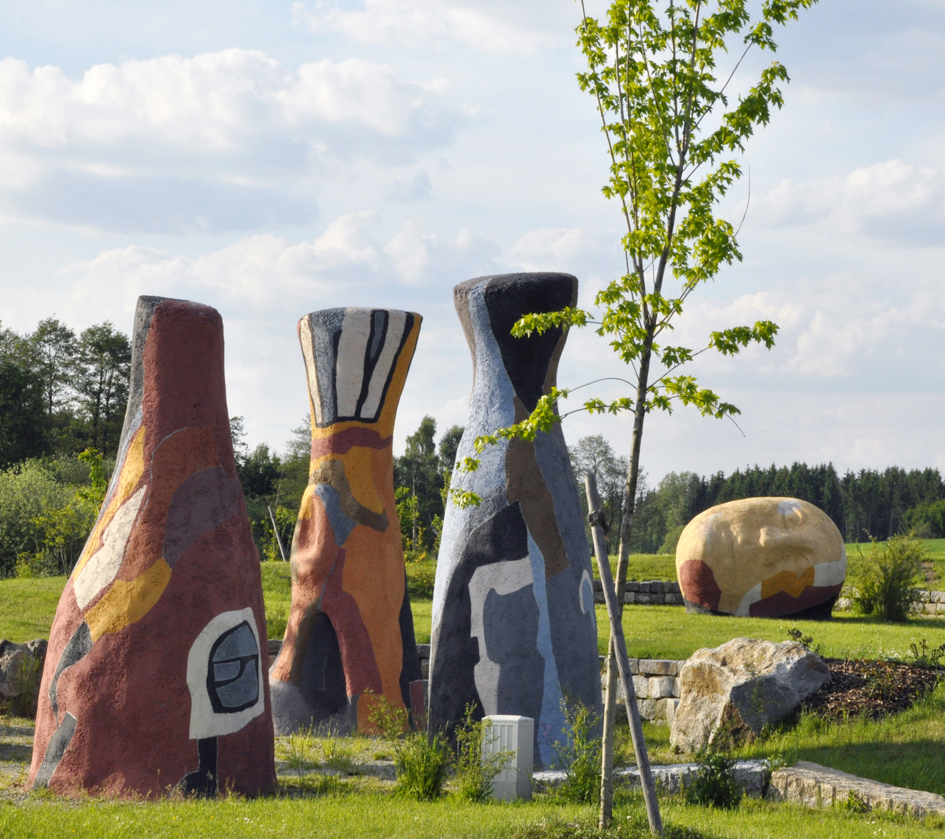
Skulpturenpark. Kunstmuseum Waldviertel

Der Museumsbau des Kunstmuseum Waldviertel ist eingebettet in den weitläufigen „Park des Staunens“. Dieser Grünbereich umfasst eine vielfältige Gartenarchitektur mit Steinskulpturen wie dem „schlafenden Poeten“ oder den Himmelssäulen sowie einen Marientempel, ein Amphitheater und den Makis-Miro Backofen. Im Sommer wird das Gelände für Veranstaltungen genutzt. Ziel ist es durch Erlebnisführungen, Familien-Festen, Brotbacken, Projekten, Workshops und Kreativwochen für die Besucher ein ganzheitliches Erleben von Kunst, Natur und Kreativität entstehen zu lassen.

## Leitung

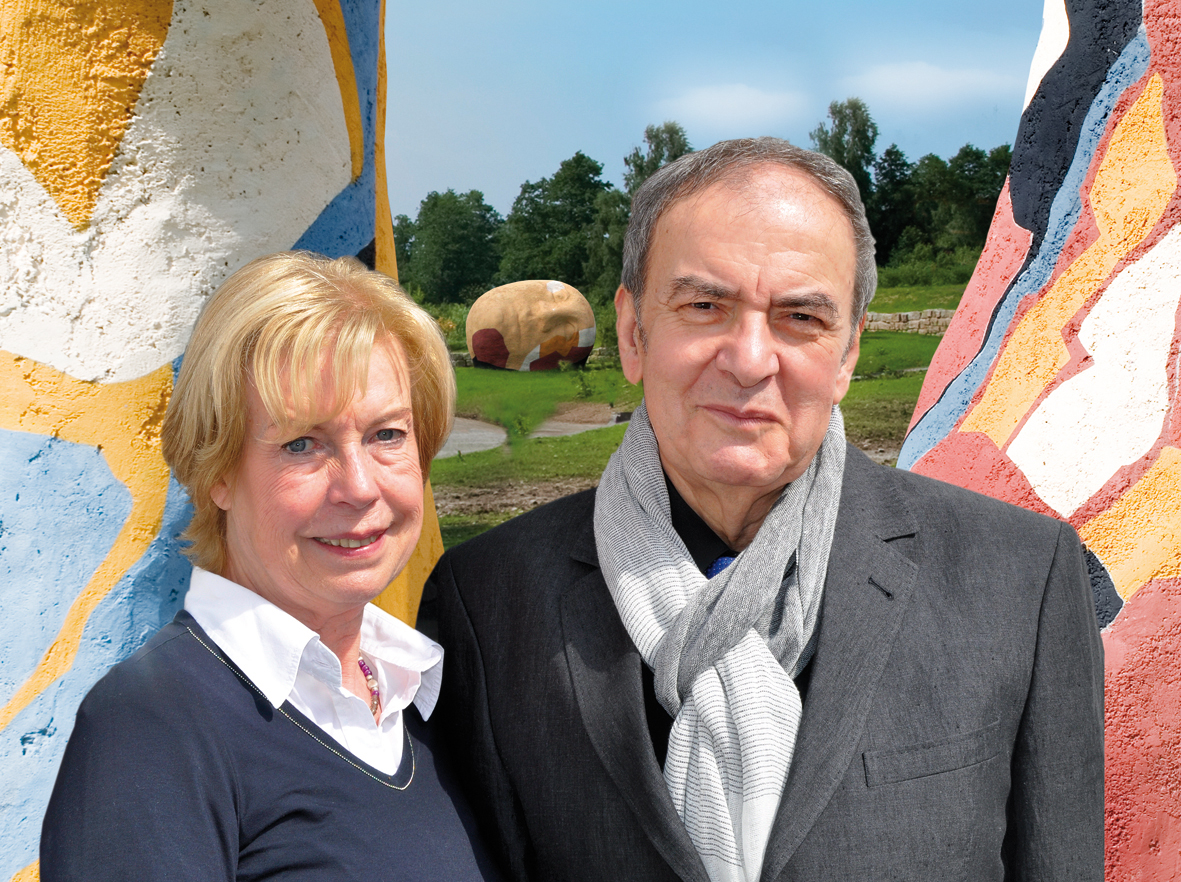
Heide und Makis Warlamis

Das Kunstmuseum Waldviertel wurde vom Künstlerehepaar Heide Warlamis und Makis E. Warlamis seit 2007 geplant. Seit dem Tod von Makis Warlamis leitet Heide Warlamis die Institution. Heide Warlamis studierte Malerei sowie keramische Plastik und Bildhauerei an der Universität für Angewandte Kunst in Wien. Von 1981 bis 1990 leitete sie die ‘Art Gallery – Österreichische Galerie für Keramik’ in Wien, 1985 gründete sie die „Vienna Collection Porzellanmanufaktur“ in Schrems und leitete seit 1992 gemeinsam mit ihrem Mann Efthymios (Makis) Warlamis (1942–2016) das „Internationale Designcenter I.DE.A.“, ebenfalls in Schrems.